# Laksjøen
Laksjøen er en sø i Lierne kommune i Trøndelag fylke i Norge.
Den har et areal på 19,2 km², en omkreds på 35,2 km, og ligger 398 moh. Kommunecenteret Sandvika og Nordli kirke ligger på på nordøstsiden af søen. Grænsen til Sverige ligger under 15 km mod nordøst Den får vand Sandsjøen mod øst, og har afløb til Namsen via Storelva, Brattlandsvatnet, Mellomvatnet, Skjeldbreidvatnet, Otersjøen og elven Sanddøla.

## Eksterne kilder og henvisninger
- Om Laksjøen på Store Norske Leksikon